# Ala III Augusta Thracum

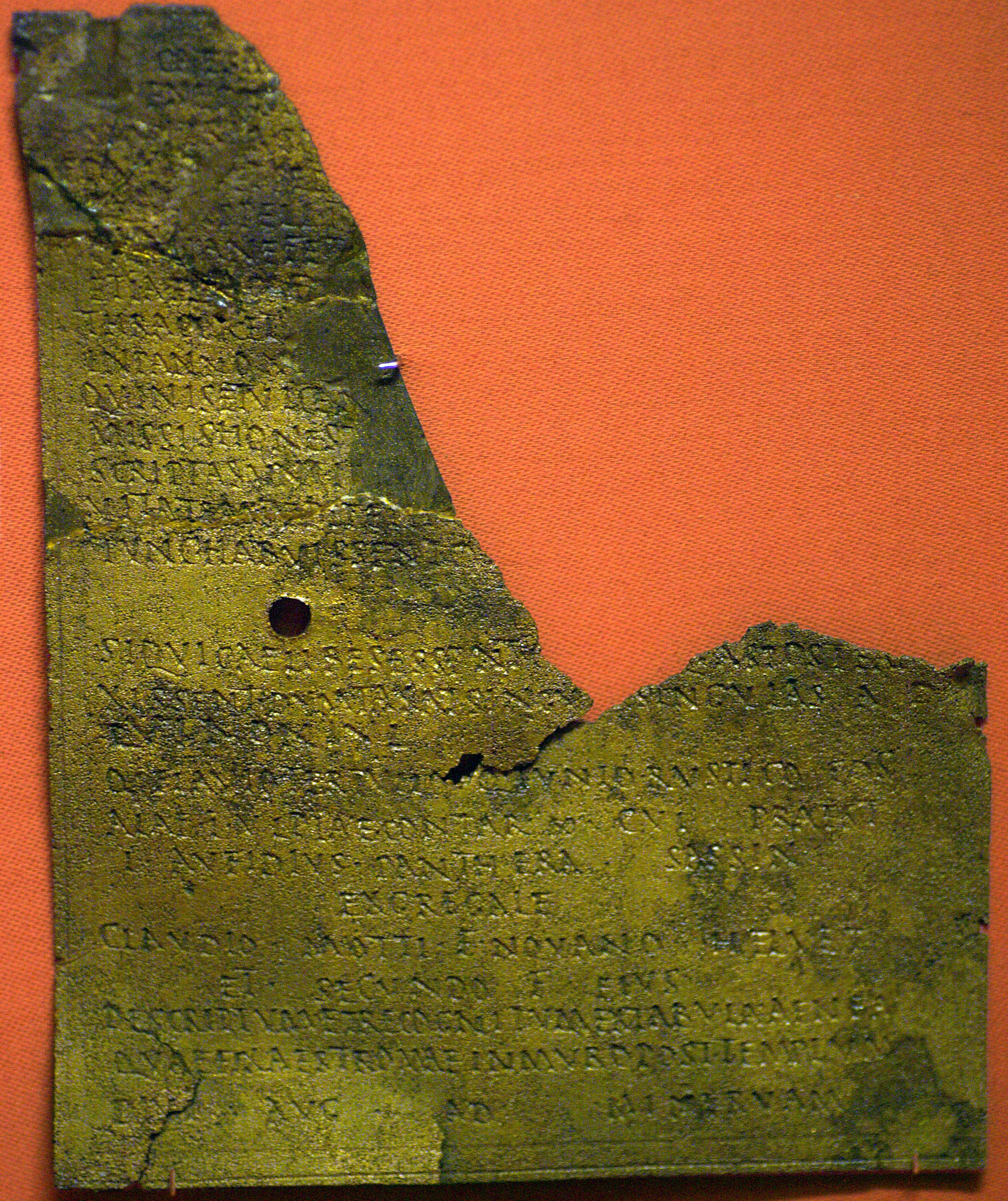
Das Militärdiplom von 133 n. Chr. für Pannonia superior

Die Ala III Augusta Thracum [sagittariorum oder sagittaria] [civium Romanorum] [Claudiana] [Deciana] [Galliana Volusiana] [Gordiana] [Maximiniana] [Philippiana] (deutsch 3. augusteische Ala der Thraker [der Bogenschützen] [der römischen Bürger] [die Claudianische] [die Decianische] [die Gallianische Volusianische] [die Gordianische] [die Maximinianische] [die Philippianische]) war eine römische Auxiliareinheit. Sie ist durch Militärdiplome und Inschriften belegt. In dem Militärdiplom (RMD 1, 4) wird sie als Ala III Thracum Augusta bezeichnet.

## Namensbestandteile
- Augusta: die Augusteische. Die Ehrenbezeichnung bezieht sich auf Augustus.

- Thracum: der Thraker. Die Soldaten der Ala wurden bei Aufstellung der Einheit aus dem Volk der Thraker auf dem Gebiet der römischen Provinz Thrakien rekrutiert.

- sagittariorum oder sagittaria: der Bogenschützen. Der Zusatz kommt in Militärdiplomen von 126 bis 154 vor.

- civium Romanorum: der römischen Bürger. Den Soldaten der Einheit war das römische Bürgerrecht zu einem bestimmten Zeitpunkt verliehen worden. Für Soldaten, die nach diesem Zeitpunkt in die Einheit aufgenommen wurden, galt dies aber nicht. Sie erhielten das römische Bürgerrecht erst mit ihrem ehrenvollen Abschied (Honesta missio) nach 25 Dienstjahren. Der Zusatz kommt in der Inschrift (CIL 3, 4625) vor.

- Claudiana: die Claudianische. Eine Ehrenbezeichnung, die sich auf Claudius Gothicus (268–270) bezieht. Der Zusatz kommt in der Inschrift (CIL 3, 11333) vor.

- Deciana: die Decianische. Eine Ehrenbezeichnung, die sich auf Decius (249–251) bezieht. Der Zusatz kommt in der Inschrift (CIL 3, 4625) vor.

- Galliana Volusiana: die Gallianische Volusianische. Eine Ehrenbezeichnung, die sich auf Trebonianus Gallus (251–253) und seinen Sohn Volusianus bezieht. Der Zusatz kommt in der Inschrift (CIL 3, 4270) vor.

- Gordiana: die Gordianische. Eine Ehrenbezeichnung, die sich auf Gordian III. (238–244) bezieht. Der Zusatz kommt in der Inschrift (CIL 3, 11332) vor.

- Maximiniana: die Maximinianische. Eine Ehrenbezeichnung, die sich auf Maximinus Thrax (235–238) bezieht. Der Zusatz kommt in der Inschrift (ZPE-174-279) an einer nachträglich ausgemeißelten Stelle vor.

- Philippiana: die Philippianische. Eine Ehrenbezeichnung, die sich auf Philippus Arabs (244–249) bezieht. Der Zusatz kommt in den Inschriften (CIL 3, 4626, CIL 3, 4627, CIL 3, 11334) vor.

Da es keine Hinweise auf den Namenszusatz milliaria (1000 Mann) gibt, war die Einheit eine Ala quingenaria. Die Sollstärke der Ala lag bei 480 Mann, bestehend aus 16 Turmae mit jeweils 30 Reitern.

## Geschichte
Die Ala war in den Provinzen Syria und Pannonia superior (in dieser Reihenfolge) stationiert. Sie ist auf Militärdiplomen für die Jahre 88 bis 161 n. Chr. aufgeführt.
Die Ala wurde vermutlich unter Augustus aufgestellt und war im 1. Jhd. n. Chr. in Syria stationiert, wo sie erstmals durch ein Diplom nachgewiesen ist, das auf 88 datiert ist. In dem Diplom wird die Ala als Teil der Truppen aufgeführt (siehe Römische Streitkräfte in Syria), die in der Provinz stationiert waren. Ein weiteres Diplom, das auf 91 datiert ist, belegt die Einheit in derselben Provinz.
Zu einem unbestimmten Zeitpunkt wurde die Einheit nach Pannonia superior verlegt, wo sie erstmals durch ein Diplom nachgewiesen ist, das auf 126 datiert ist. In dem Diplom wird die Ala als Teil der Truppen aufgeführt (siehe Römische Streitkräfte in Pannonia), die in der Provinz stationiert waren. Weitere Diplome, die auf 133 bis 161 datiert sind, belegen die Einheit in derselben Provinz.
Der letzte Nachweis der Ala beruht auf der Inschrift (CIL 3, 11333), die auf 268 datiert ist.

## Standorte
Standorte der Ala in Pannonia waren möglicherweise:
- Carnuntum: Der Grabstein von Ulpius Prosostus wurde hier gefunden.
- Odiavum

## Angehörige der Ala
Folgende Angehörige der Ala sind bekannt:

### Kommandeure
| - Marcus Macrinius Avitus Catonius Vindex, ein Präfekt - Marcus Terentius Quirinalis: er wird auf dem Diplom von 91 als Kommandeur genannt. | - Marcus Valerius Propinquus Grattius Cerealis, ein Präfekt |

### Sonstige
| - C(aius) Iul(ius) Lupercus, ein Veteran und ehemaliger Decurio (CIL 3, 4321) - C(aius) Kanulanius Nepos, ein Soldat (CIL 3, 5332) - M(arcus) Cocceius Valens, ein Veteran (AE 1982, 901) | - Quelse, ein Soldat: das Diplom von 91 wurde für ihn ausgestellt. - Servilius, ein Decurio (AE 1937, 78) - Ulp(ius) Prosostus, ein Reiter (AE 1937, 78) |